# میرزا یعقوب ارمنی
هاکوپ مارکاریان (به ارمنی: Յակոբ Մարգարյան) که به نام میرزا یعقوب ارمنی و آغا یعقوب ایروانی نیز شناخته می‌شود، خزانه‌دار و مباشر دربار فتحعلی‌شاه قاجار (حک. ۱۷۹۷–۱۸۳۴) بود.

## زندگی
زمانی که الکساندر گریبایدوف، وزیرمختار وقت روسیه، متوجه شد تعدادی از زنان گرجی در منازل رجال ایرانی به سر می‌برند، طبق مفاد مادهٔ سیزده عهدنامهٔ ترکمانچای آنان را اسیر تلقی و استردادشان را از دولت ایران درخواست کرد. میرزا یعقوب ارمنی که با خانواده‌های رجال ایران آشنا بود، از اوضاع آگاهی یافت و با مراجعه به شخصیت‌های سرشناس به مطالبهٔ زنان گرجی پرداخت که در حرم‌سرای آنان بودند. سرانجام با پافشاری گریبایدوف دو زن گرجی که به گفتهٔ ایرانیان مسلمان شده بودند و در منزل آصف‌الدوله صدراعظم پیشین به سر می‌بردند، به هیئت روسی پناهنده شدند.
بسیاری از مردم در تهران از بسته شدن عهدنامهٔ ترکمانچای خشمگین بودند و پس از آن‌که میرزا یعقوب به سفارت روسیه پناهنده شد، عده‌ای از مردم به تحریک مجتهدی به نام میرزا مسیح مجتهد، در ۱۱ فوریهٔ ۱۸۲۹ به سفارت روسیه واقع در باغ ایلچی در مجاورت گود زنبورک‌خانه، حمله کردند و بسیاری را، از جمله گریبایدوف و میرزا یعقوب، به قتل رساندند.